# Centre international de la pomme de terre
Pour les articles homonymes, voir CIP.
 (juin 2020).
Si vous disposez d'ouvrages ou d'articles de référence ou si vous connaissez des sites web de qualité traitant du thème abordé ici, merci de compléter l'article en donnant les références utiles à sa vérifiabilité et en les liant à la section « Notes et références ».
Le Centre international de la pomme de terre (CIP) est un organisme fondé à Lima (Pérou) en 1971 avec l'objectif d'obtenir au moyen de travaux scientifiques, le meilleur développement des capacités alimentaires de la pomme de terre et autres racines alimentaires dans les pays en voie de développement. Il est le principal centre au niveau mondial à travailler sur ce thème, sans but lucratif, et grâce aux contributions financières d'un grand nombre de pays.
Ce centre dispose d'aires expérimentales à Huancayo, dans les hauteurs andines, et à San Ramón, bassin pluvial du Nord péruvien, s'étendant du versant aux plateaux ; il a de cette manière un large éventail de conditions géographiques et climatiques pour les diverses expérimentations sur les variétés. Le CIP a d'autres zones expérimentales dans les Andes, à Quito (Équateur) ainsi qu'un réseau mondial de bureaux régionaux et de collaborateurs.

## Objectifs
Le Centre international de la pomme de terre a pour objectif de diminuer la pauvreté et développer la sécurité alimentaire sur des bases solides pour les pays en voie de développement, suivant le développement scientifique et les activités en relation avec la pomme de terre, la patate douce et les autres racines ou tubercules, et la conduite des ressources naturelles dans les Andes et autres zones  montagneuses.
Le CIP prévoit d'améliorer le rendement de la pomme de terre par hectare, soit de tripler la capacité de production, en améliorant l'emploi des ressources et particulièrement la technologie pour faire face à la croissance de la population mondiale.
Le CIP publie des articles scientifiques sur divers aspects de l'optimisation des récoltes de la pomme de terre.

## Financement
Le CIP est une association sans but lucratif, financée par le Groupe consultatif pour la recherche agricole internationale (CGIAR). Cette organisation regroupe différents gouvernements, institutions privées et organisations régionales et internationales dans son programme qui comprend quinze « centres des récoltes de l'avenir » (Cosecha del Futuro ou Future Harvest).
Le CIP reçoit ses fonds principaux de 58 gouvernements, fondations privées et organisations internationales et régionales.

## Banque génétique
Le CIP détient une banque génétique de plus de 5 000 variétés de pomme de terre sauvages et cultivées, 6 500 variétés de patate douce et plus de 1 300 types d'autres racines et tubercules andins provenant de Bolivie, de l'Équateur et du Pérou.
De la même façon, le CIP produit des semences de pommes de terre génétiquement modifiées pour résister aux maladies, aux pesticides, à la sécheresse et aux inondations. En cas de tremblement de terre ou de catastrophes naturelles, le centre peut envoyer une provision de semences qu'il garde de chaque variété dans tous les pays du monde.